# Ан Чунгын
Ан Чунгын (кор. 안중근, по Холодовичу — Ан Чжунгын, при рождении Ан Ынчхиль; 2 сентября 1879, Хванхэдо — 26 марта 1910, Рёдзюн) — деятель корейского национально-освободительного движения. В 1962 году Ан Чунгын награждён (посмертно) орденом «За заслуги в создании государства» Республики Корея.

## Биография
Родился в городе Хэджу в провинции Хванхэдо. В январе 1897 года обратился в католичество и принял имя Томас.
После установления японского протектората над Кореей в 1905 году руководил партизанскими отрядами (Ыйбён) в провинциях Канвондо и Хамгёндо. После затухания партизанского движения перешёл к индивидуальному террору против японцев и 26 октября 1909 года застрелил на Харбинском вокзале председателя Тайного совета Японии Ито Хиробуми, произведя шесть выстрелов, три из которых оказались смертельными. Был схвачен охраной, в момент задержания выкрикивал фразу «Да здравствует Корея!». На суде приговорён к смертной казни и повешен в марте 1910 года в японской тюрьме в Рёдзюне.
Ан Чунгын провёл в тюрьме 144 дня. В тюрьме он написал две книги «История жизни Ан Ынчхиля» и «Рассуждение о мире в Восточной Азии».
Ан Чунгын считал, что император Японии Мэйдзи хочет мира в Восточной Азии и независимости Кореи, но его планам мешает Ито Хиробуми. Таким образом, он рассчитывал, что после убийства Ито Мэйдзи предоставит Корее полную независимость. Однако, по иронии судьбы, это убийство послужило поводом для окончательной аннексии Кореи Японией.

## В искусстве
- Фильм «Ан Чун Гын стреляет в Ито Хиробуми[кор.]» (кор. 안중근 이등박문을 쏘다) (1979) — реж. Ом Гиль Сон
- Фильм «2009: Утраченные воспоминания» (кор. 로스트 메모리즈) (2002) — реж. Ли Си Мён
- Фильм «Харбин» (2024) — режиссёр У Мин Хо[англ.].

## Интересные факты
В 1907 году обосновался на территории Российской империи в селе Новокиевском, где и спланировал убийство японского премьера. В посёлке находится памятник: «Клятвенное место Корейского патриота Ан Чунгына и 11-ти его соратников».
В его честь названы подводные лодки типа имени Сон Вониля ВМС Республики Корея, которые заступили на действительную службу в ноябре 2009 года.
19 января 2014 года в одном из помещений вокзала в Харбине (Китай) открыли мемориал, посвящённый Ан Чунгыну. В связи с этим японский МИД выразил официальный протест Китаю и Южной Корее.
В феврале 2015 года корейские власти решили восстановить снесённый памятник Ан Чунгыну в Уссурийске.